# Shinkansen-Baureihe E8
Die Shinkansen-Baureihe E8 (japanisch 新幹線E8系電車, Shinkansen E8-kei densha) ist ein Shinkansen-Triebzug des Betreibers JR East, der als Ersatz für die Baureihen E3-1000 und E3-2000 seit Frühjahr 2024 auf der Yamagata-Shinkansen eingesetzt wird.

## Geschichte
Bei der Yamagata-Shinkansen handelt es sich um eine so genannte „Mini-Shinkansen“, also um eine auf Normalspur umgebaute und mit zur Shinkansen kompatiblen Zugsicherungssystemen ausgerüstete konventionelle Eisenbahnstrecke. Dieses Konzept ermöglichte mit deutlich geringerem Infrastrukturaufwand umsteigefreie Shinkansen-Verbindungen aus der Provinz Nord-Honshū nach Tokio. Das schmalere Lichtraumprofil auf den konventionellen Strecken machte allerdings die Entwicklung eigenständiger Fahrzeuge notwendig, da die regulären Shinkansen-Züge über zu breite Wagenkästen verfügen. Zunächst wurde für die Yamagata-Shinkansen die Baureihe 400 entwickelt, die mit dem Beginn des 21. Jahrhunderts von den Baureihen E3-1000 und E3-2000 ersetzt wurde.
Als Nachfolger für letztgenannte Baureihen wurde die Baureihe E8 entwickelt, die ab 2022 zunächst mit einem Vorserienfahrzeug erprobt und ab Frühjahr 2024 mit allen 17 Fahrzeugen in den Fahrgasteinsatz kommen sollte. Der Abschluss der Auslieferung war bis 2026 geplant. Der erste Vorserienzug wurde am 30. Januar 2023 ausgeliefert und begann im Februar 2023 mit Tests. Die Baureihe wird seit dem Fahrplanwechsel vom 16. März 2024 im planmäßigen Personenverkehr eingesetzt.
Im Juni 2025 wurde ein Serienfehler beim Bordnetzversorgungssystem der bis dahin ausgelieferten E8-Garnituren offenbar. Am 17. Juni 2025 fielen Energieversorgungseinheiten bei vier verschiedenen E8-Garnituren während des Fahrgastbetriebs unabhängig voneinander aus, was die Bordstromversorgung sowie die Kühlung der Traktionsumrichter unterbrach, so dass sich der Antrieb zum Schutz vor Überhitzung selbsttätig abschaltete. In einer ersten Betrachtung wurden vorangegangene thermische Schäden an Halbleiterbauelementen der betroffenen Energieversorgungseinheiten festgestellt. Da dieses Schadensbild auch bei an dem Tag nicht im Fahrgasteinsatz befindlichen E8-Garnituren erkennbar war, ließ JR East die E8 in der Folge nur noch in Mehrfachtraktion verkehren, nicht mehr als Einzeltriebwagen. Es kam zu Fahrplaneinschränkungen. Ab dem 1. August 2025 sollten E8-Garnituren schrittweise zurück in den Regelbetrieb kehren.

## Fahrzeugbeschreibung
Die Triebzüge bestehen aus fünf angetriebenen und zwei antriebslosen Wagen. Im Vergleich zu den derzeit zum Einsatz kommenden Baureihen E3-1000 und -2000, deren Höchstgeschwindigkeit bei 275 km/h auf der Voll-Shinkansen liegt, wird die Baureihe E8 mit bis zu 300 km/h betrieben werden können. Dies ermöglicht eine Geschwindigkeitserhöhung und damit Fahrzeitverkürzung ab Fukushima, von wo aus die Züge der Yamagata-Shinkansen mehrheitlich in Traktion mit den Zügen der Tōhoku-Shinkansen in Richtung Tokio verkehren. Zur Einhaltung der Lärmschutzvorgaben bei höherer Geschwindigkeit erhält die Baureihe E8 eine mit neun Metern um drei Meter längere, aerodynamischere Front, als die Baureihe E3. Diese ist allerdings vier Meter kürzer als die, der auf der Akita-Shinkansen eingesetzten Baureihe E6, da diese für eine Höchstgeschwindigkeit von 320 km/h auf der Voll-Shinkansen ausgelegt ist. Dadurch lassen sich mehr Sitzplätze in den Endwagen anordnen, so dass die Sitzplatzkapazität der Baureihe E8 mit 355 um 25 Plätze höher liegt, als bei der Baureihe E6. Die Sitzplatzkonfiguration in der Baureihe E8 ist 2+2 in der 2. Klasse und 2+1 in der 1. Klasse.
Die Triebzüge der Baureihe E8 werden auf der Tōhoku-Shinkansen in gemischten Doppeltraktionen mit den Baureihen E2 und E5 eingesetzt.
Das Farbkonzept der Baureihe E8 wurde vom japanischen Industriedesigner Ken Okuyama gestaltet und greift die Landschaft der Region Yamagata auf. Sie ähnelt der Gestaltung der Baureihen E6 und E7, die ebenfalls von Okuyama gestaltet wurden.

## Wagenreihung
| Richtung      | ←Tokio | ←Tokio                                     | ←Tokio | ←Tokio                 | Yamagata/Shinjo→                | Yamagata/Shinjo→                | Yamagata/Shinjo→ |
| Wagennr.      | 11     | 12                                         | 13     | 14                     | 15                              | 16                              | 17               |
| ------------- | ------ | ------------------------------------------ | ------ | ---------------------- | ------------------------------- | ------------------------------- | ---------------- |
| Kennzeichnung | Msc    | T1                                         | M1     | M2                     | M3                              | T2                              | Msc              |
| Nummerierung  | E811   | E828                                       | E825   | E825                   | E827                            | E829                            | E821             |
| Sitzplätze    | 26     | 36                                         | 66     | 62                     | 62                              | 58                              | 48               |
| Ausstattung   |        | Rollstuhlplätze, Pissoir, Wickeltisch, AED |        | Toiletten, Wickeltisch | Toiletten, Wickeltisch, Pissoir | Toiletten, Wickeltisch, Pissoir |                  |

## Flotte
Mit Stand November 2024 sind neun Garnituren ausgeliefert worden:
| Nummer | Auslieferung     | Hersteller            | Anmerkungen       |
| ------ | ---------------- | --------------------- | ----------------- |
| G1     | 1. März 2023     | Kawasaki HI / Hitachi | Vorserienfahrzeug |
| G2     | 19. Januar 2024  | Hitachi               |                   |
| G3     | 26. Februar 2024 | Hitachi               |                   |
| G4     | 26. März 2024    | Hitachi               |                   |
| G5     | 20. Mai 2024     | Hitachi               |                   |
| G6     | 18. Juni 2024    | Hitachi               |                   |
| G7     | 2. Oktober 2024  | Kawasaki HI           |                   |
| G8     | 1. November 2024 | Kawasaki HI           |                   |
| G9     | Dezember         | Hitachi               |                   |